# Jau-Dignac-et-Loirac
Jau-Dignac-et-Loirac ist eine französische Gemeinde im Département Gironde in der Region Nouvelle-Aquitaine. Sie liegt im Arrondissement Lesparre-Médoc und grenzt mit dem Nordostufer an die Gironde. Der Ort besteht aus den drei in Dreiecksform zueinander liegenden Teilorten und ist drei Kilometer vom Fluss entfernt. Er hat 982 Einwohner (Stand 1. Januar 2022) und ist mit 24 Einw./km² eine der am dünnsten besiedelten Flächen des Départements. Jau-Dignac-et-Loirac liegt etwa 80 Kilometer nordwestlich von Bordeaux und etwa zehn Kilometer südöstlich von der Girondemündung bei Le Verdon-sur-Mer. Das Gemeindegebiet gehört zum Regionalen Naturpark Médoc.

## Geschichte
Das Land war schon zu Römerzeit besiedelt worden, wie die Ausgrabungen von La Chapelle Saint-Siméon beweisen. Über die Jahrhunderte wurde durch Ebbe und Flut das Land fortgespült. Erst der Bau eines Hochwasserdammes Anfang des 19. Jahrhunderts machte das Gebiet wieder urbar. Jau-Dignac-et-Loirac liegt auf Marschland, das dem Mündungsgebiet der Gironde durch den Bau eines Dammes wieder entnommen wurde. Polder mit ihren typischen Abflussgräben prägen das Landschaftsbild. Nur das Hochwasser vom März 1937 brach den Damm und setzte Teile der Gemeinde unter Wasser.
Die ursprünglich eigenständigen Orte Jau, Dignac und Loirac hatten sich 1851 zusammengeschlossen. Wahrzeichen des Ortes ist der aus Sandstein gebaute, 18 Meter hohe Leuchtturm Phare de Richard. Charakteristisch sind ferner die Stege mit den Krabbenfischern unterhalb des Leuchtturmes. Die Gemeinde gehört zum Médoc (Bas-Médoc). Soweit die übermäßig feuchten Bodenverhältnisse dies zulassen, wird in geringem Umfang auf weniger als 20 Betrieben Weinbau betrieben. Etwa einen Kilometer oberhalb des Leuchtturms befindet sich an einem aufgeweiteten Abflussgraben ein kleiner Fischereihafen.

### Bevölkerungsentwicklung
Die Einwohnerzahl war bis 1929 auf 1275 kontinuierlich angestiegen und nahm seitdem wieder ab.
| Jahr      | 1962 | 1968 | 1975 | 1982 | 1990 | 1999 | 2006 | 2017 |
| Einwohner | 872  | 909  | 808  | 803  | 836  | 866  | 978  | 973  |

## Sehenswürdigkeiten
- Ausgrabungen von La Chapelle Saint-Siméon
- Château Saint-Aubin, Weingut
- Phare de Richard (1843)
- Kirche Saint-Paulin, erbaut 1850 (siehe auch: Liste der Monuments historiques in Jau-Dignac-et-Loirac)